# Cleyzieu
Cleyzieu település Franciaországban, Ain megyében. Lakosainak száma 144 fő (2022. január 1.). Cleyzieu Conand, Saint-Rambert-en-Bugey, Souclin és Torcieu községekkel határos.

## Népesség
A település népességének változása:
| Lakosok száma | 105  | 98   | 84   | 135  | 137  | 135  | 136  | 133  | 136  | 144  |
|               | 1968 | 1982 | 1990 | 2006 | 2011 | 2016 | 2017 | 2019 | 2020 | 2022 |